# ヘイデン＝ゲスト男爵
ヘイデン＝ゲスト男爵（英: Baron Haden-Guest）は、連合王国貴族の男爵位。労働党の庶民院議員レズリー・ヘイデン＝ゲストが1950年に叙されたのに始まる。

## 歴史

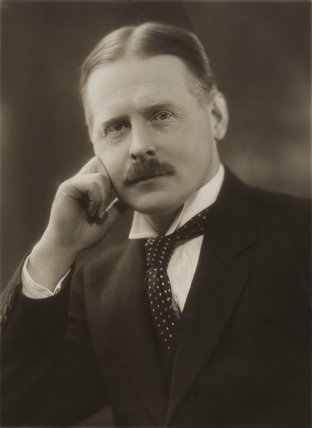

1923年から1927年にかけてサウスワーク北部選挙区、1937年から1950年にかけてイズリントン北部選挙区から選出されて労働党所属の庶民院議員を務めたレズリー・ヘイデン＝ゲスト(1877-1960)は、1950年2月2日に連合王国貴族爵位カウンティ・オブ・エセックスにおけるサリングのヘイデン＝ゲスト男爵(Baron Haden-Guest, of Saling in the County of Essex)に叙せられて貴族院議員に転じ、1951年には侍従たる貴族院議員(貴族院与党幹事)の一人に選ばれた。彼は二度結婚しており、後妻がユダヤ人大富豪ゴールドシュミット家出身のムリエル・カーメル・ゴールドシュミット(Muriel Carmel Goldsmid, 生年不詳-1943)であり、この結婚に際して彼はユダヤ教に改宗している。
初代男爵は先妻との間に2人、後妻との間に2人、計4人の息子があり、うち三男にあたるデイヴィッド・ヘイデン＝ゲスト(1911-1938)は、共産主義者になってスペイン内戦に参戦して戦死したが、それ以外の3人の息子たちは初代男爵の死後に順次爵位を継承した。
初代男爵の末息子で4代男爵を継承したピーター・アルバート・マイケル・ヘイデン＝ゲスト(1913-1996)は、襲爵前の1946年から1972年にかけて国際連合に職員として勤務していた。
4代男爵の死去時、前妻の息子アンソニー(1937-)が存命していたが、彼は両親の結婚前に生まれており庶子扱いであったため、後妻の息子クリストファー・ヘイデン＝ゲスト(1951-)が5代男爵を継承した。彼はアメリカの市民権を有しており、アメリカに在住する映画監督・脚本家である。『スパイナル・タップ』『みんなのうた』などを手掛けた。2017年現在も彼が当主である。

一族の家訓は、『私たちは自分たちだけのために生まれたわけではない』。

## ヘイデン＝ゲスト男爵（1950年）
- 初代ヘイデン＝ゲスト男爵レズリー・ヘイデン・ヘイデン＝ゲスト（英語版） (Leslie Haden Haden-Guest, 1877–1960)
- 2代ヘイデン＝ゲスト男爵スティーブン・ヘイデン・ヘイデン＝ゲスト (Stephen Haden Haden-Guest, 1902–1974) - 先代の息子
- 3代ヘイデン＝ゲスト男爵リチャード・ヘイデン・ヘイデン＝ゲスト (Richard Haden Haden-Guest, 1904–1987) - 先代の同母弟
- 4代ヘイデン＝ゲスト男爵ピーター・アルバート・マイケル・ヘイデン＝ゲスト（英語版） (Peter Albert Michael Haden-Guest, 1913–1996) - 先代の異母弟
- 5代ヘイデン＝ゲスト男爵クリストファー・ヘイデン＝ゲスト (Christopher Haden-Guest, 1948-) - 先代の息子
  - 推定相続人は現当主の弟ニコラス・ヘイデン＝ゲスト（英語版） (Nicholas Haden-Guest, 1951-)

## 家系図
|                                                                    |                                                                    |                                                                    |                                                                    |                                                                    |                                                                    |                                |                                |                                                                  |                                                                  |                                                                  |                                                                  |                                                                  |                                                                  |                                                                 |                                                                 |                                                                  |                                                                  |                                                                  |                                                                  | アルバート・ゴールドシュミット (1846-1904)                       |                                                                  |                                              |                                              |                                                                |                                                                |                                                                |                                                                |                                                                |                                                                |  |  |  |  |  |  |  |  |  |  |  |  |  |  |  |  |  |  |  |  |  |  |  |  |
|                                                                    |                                                                    |                                                                    |                                                                    |                                                                    |                                                                    |                                |                                |                                                                  |                                                                  |                                                                  |                                                                  | 1950年ヘイデン＝ゲスト男爵                                       |                                                                  |                                                                 |                                                                 |                                                                  |                                                                  |                                                                  |                                                                  |                                                                  |                                                                  |                                              |                                              |                                                                |                                                                |                                                                |                                                                |                                                                |                                                                |  |  |  |  |  |  |  |  |  |  |  |  |  |  |  |  |  |  |  |  |  |  |  |  |
|                                                                    |                                                                    |                                                                    |                                                                    | エディス・ロー (生年不詳-1944)                                     | エディス・ロー (生年不詳-1944)                                     | エディス・ロー (生年不詳-1944) | エディス・ロー (生年不詳-1944) | エディス・ロー (生年不詳-1944)                                   | エディス・ロー (生年不詳-1944)                                   |                                                                  |                                                                  | 初代ヘイデン＝ゲスト男爵 レズリー・ヘイデン＝ゲスト (1877-1960)  | 初代ヘイデン＝ゲスト男爵 レズリー・ヘイデン＝ゲスト (1877-1960)  | 初代ヘイデン＝ゲスト男爵 レズリー・ヘイデン＝ゲスト (1877-1960) | 初代ヘイデン＝ゲスト男爵 レズリー・ヘイデン＝ゲスト (1877-1960) | 初代ヘイデン＝ゲスト男爵 レズリー・ヘイデン＝ゲスト (1877-1960)  | 初代ヘイデン＝ゲスト男爵 レズリー・ヘイデン＝ゲスト (1877-1960)  |                                                                  |                                                                  | ムリエル・ゴールドシュミット (生年不詳-1943)                     | ムリエル・ゴールドシュミット (生年不詳-1943)                     | ムリエル・ゴールドシュミット (生年不詳-1943) | ムリエル・ゴールドシュミット (生年不詳-1943) | ムリエル・ゴールドシュミット (生年不詳-1943)                   | ムリエル・ゴールドシュミット (生年不詳-1943)                   |                                                                |                                                                |                                                                |                                                                |  |  |  |  |  |  |  |  |  |  |  |  |  |  |  |  |  |  |  |  |  |  |  |  |
|                                                                    |                                                                    |                                                                    |                                                                    | エディス・ロー (生年不詳-1944)                                     | エディス・ロー (生年不詳-1944)                                     | エディス・ロー (生年不詳-1944) | エディス・ロー (生年不詳-1944) | エディス・ロー (生年不詳-1944)                                   | エディス・ロー (生年不詳-1944)                                   |                                                                  |                                                                  | 初代ヘイデン＝ゲスト男爵 レズリー・ヘイデン＝ゲスト (1877-1960)  | 初代ヘイデン＝ゲスト男爵 レズリー・ヘイデン＝ゲスト (1877-1960)  | 初代ヘイデン＝ゲスト男爵 レズリー・ヘイデン＝ゲスト (1877-1960) | 初代ヘイデン＝ゲスト男爵 レズリー・ヘイデン＝ゲスト (1877-1960) | 初代ヘイデン＝ゲスト男爵 レズリー・ヘイデン＝ゲスト (1877-1960)  | 初代ヘイデン＝ゲスト男爵 レズリー・ヘイデン＝ゲスト (1877-1960)  |                                                                  |                                                                  | ムリエル・ゴールドシュミット (生年不詳-1943)                     | ムリエル・ゴールドシュミット (生年不詳-1943)                     | ムリエル・ゴールドシュミット (生年不詳-1943) | ムリエル・ゴールドシュミット (生年不詳-1943) | ムリエル・ゴールドシュミット (生年不詳-1943)                   | ムリエル・ゴールドシュミット (生年不詳-1943)                   |                                                                |                                                                |                                                                |                                                                |  |  |  |  |  |  |  |  |  |  |  |  |  |  |  |  |  |  |  |  |  |  |  |  |
|                                                                    |                                                                    |                                                                    |                                                                    |                                                                    |                                                                    |                                |                                |                                                                  |                                                                  |                                                                  |                                                                  |                                                                  |                                                                  |                                                                 |                                                                 |                                                                  |                                                                  |                                                                  |                                                                  |                                                                  |                                                                  |                                              |                                              |                                                                |                                                                |                                                                |                                                                |                                                                |                                                                |  |  |  |  |  |  |  |  |  |  |  |  |  |  |  |  |  |  |  |  |  |  |  |  |
|                                                                    |                                                                    |                                                                    |                                                                    |                                                                    |                                                                    |                                |                                |                                                                  |                                                                  |                                                                  |                                                                  |                                                                  |                                                                  |                                                                 |                                                                 |                                                                  |                                                                  |                                                                  |                                                                  |                                                                  |                                                                  |                                              |                                              |                                                                |                                                                |                                                                |                                                                |                                                                |                                                                |  |  |  |  |  |  |  |  |  |  |  |  |  |  |  |  |  |  |  |  |  |  |  |  |
| 2代ヘイデン＝ゲスト男爵 スティーブン・ヘイデン＝ゲスト (1902–1974) | 2代ヘイデン＝ゲスト男爵 スティーブン・ヘイデン＝ゲスト (1902–1974) | 2代ヘイデン＝ゲスト男爵 スティーブン・ヘイデン＝ゲスト (1902–1974) | 2代ヘイデン＝ゲスト男爵 スティーブン・ヘイデン＝ゲスト (1902–1974) | 2代ヘイデン＝ゲスト男爵 スティーブン・ヘイデン＝ゲスト (1902–1974) | 2代ヘイデン＝ゲスト男爵 スティーブン・ヘイデン＝ゲスト (1902–1974) |                                |                                | 3代ヘイデン＝ゲスト男爵 リチャード・ヘイデン＝ゲスト (1904–1987) | 3代ヘイデン＝ゲスト男爵 リチャード・ヘイデン＝ゲスト (1904–1987) | 3代ヘイデン＝ゲスト男爵 リチャード・ヘイデン＝ゲスト (1904–1987) | 3代ヘイデン＝ゲスト男爵 リチャード・ヘイデン＝ゲスト (1904–1987) | 3代ヘイデン＝ゲスト男爵 リチャード・ヘイデン＝ゲスト (1904–1987) | 3代ヘイデン＝ゲスト男爵 リチャード・ヘイデン＝ゲスト (1904–1987) |                                                                 |                                                                 | デイヴィッド・ヘイデン＝ゲスト (1911-1938)                       | デイヴィッド・ヘイデン＝ゲスト (1911-1938)                       | デイヴィッド・ヘイデン＝ゲスト (1911-1938)                       | デイヴィッド・ヘイデン＝ゲスト (1911-1938)                       | デイヴィッド・ヘイデン＝ゲスト (1911-1938)                       | デイヴィッド・ヘイデン＝ゲスト (1911-1938)                       |                                              |                                              | 4代ヘイデン＝ゲスト男爵 ピーター・ヘイデン＝ゲスト (1913–1996) | 4代ヘイデン＝ゲスト男爵 ピーター・ヘイデン＝ゲスト (1913–1996) | 4代ヘイデン＝ゲスト男爵 ピーター・ヘイデン＝ゲスト (1913–1996) | 4代ヘイデン＝ゲスト男爵 ピーター・ヘイデン＝ゲスト (1913–1996) | 4代ヘイデン＝ゲスト男爵 ピーター・ヘイデン＝ゲスト (1913–1996) | 4代ヘイデン＝ゲスト男爵 ピーター・ヘイデン＝ゲスト (1913–1996) |  |  |  |  |  |  |  |  |  |  |  |  |  |  |  |  |  |  |  |  |  |  |  |  |
| 2代ヘイデン＝ゲスト男爵 スティーブン・ヘイデン＝ゲスト (1902–1974) | 2代ヘイデン＝ゲスト男爵 スティーブン・ヘイデン＝ゲスト (1902–1974) | 2代ヘイデン＝ゲスト男爵 スティーブン・ヘイデン＝ゲスト (1902–1974) | 2代ヘイデン＝ゲスト男爵 スティーブン・ヘイデン＝ゲスト (1902–1974) | 2代ヘイデン＝ゲスト男爵 スティーブン・ヘイデン＝ゲスト (1902–1974) | 2代ヘイデン＝ゲスト男爵 スティーブン・ヘイデン＝ゲスト (1902–1974) |                                |                                | 3代ヘイデン＝ゲスト男爵 リチャード・ヘイデン＝ゲスト (1904–1987) | 3代ヘイデン＝ゲスト男爵 リチャード・ヘイデン＝ゲスト (1904–1987) | 3代ヘイデン＝ゲスト男爵 リチャード・ヘイデン＝ゲスト (1904–1987) | 3代ヘイデン＝ゲスト男爵 リチャード・ヘイデン＝ゲスト (1904–1987) | 3代ヘイデン＝ゲスト男爵 リチャード・ヘイデン＝ゲスト (1904–1987) | 3代ヘイデン＝ゲスト男爵 リチャード・ヘイデン＝ゲスト (1904–1987) |                                                                 |                                                                 | デイヴィッド・ヘイデン＝ゲスト (1911-1938)                       | デイヴィッド・ヘイデン＝ゲスト (1911-1938)                       | デイヴィッド・ヘイデン＝ゲスト (1911-1938)                       | デイヴィッド・ヘイデン＝ゲスト (1911-1938)                       | デイヴィッド・ヘイデン＝ゲスト (1911-1938)                       | デイヴィッド・ヘイデン＝ゲスト (1911-1938)                       |                                              |                                              | 4代ヘイデン＝ゲスト男爵 ピーター・ヘイデン＝ゲスト (1913–1996) | 4代ヘイデン＝ゲスト男爵 ピーター・ヘイデン＝ゲスト (1913–1996) | 4代ヘイデン＝ゲスト男爵 ピーター・ヘイデン＝ゲスト (1913–1996) | 4代ヘイデン＝ゲスト男爵 ピーター・ヘイデン＝ゲスト (1913–1996) | 4代ヘイデン＝ゲスト男爵 ピーター・ヘイデン＝ゲスト (1913–1996) | 4代ヘイデン＝ゲスト男爵 ピーター・ヘイデン＝ゲスト (1913–1996) |  |  |  |  |  |  |  |  |  |  |  |  |  |  |  |  |  |  |  |  |  |  |  |  |
|                                                                    |                                                                    |                                                                    |                                                                    |                                                                    |                                                                    |                                |                                |                                                                  |                                                                  |                                                                  |                                                                  |                                                                  |                                                                  |                                                                 |                                                                 |                                                                  |                                                                  |                                                                  |                                                                  |                                                                  |                                                                  |                                              |                                              |                                                                |                                                                |                                                                |                                                                |                                                                |                                                                |  |  |  |  |  |  |  |  |  |  |  |  |  |  |  |  |  |  |  |  |  |  |  |  |
|                                                                    |                                                                    |                                                                    |                                                                    |                                                                    |                                                                    |                                |                                |                                                                  |                                                                  |                                                                  |                                                                  |                                                                  |                                                                  |                                                                 |                                                                 |                                                                  |                                                                  |                                                                  |                                                                  |                                                                  |                                                                  |                                              |                                              |                                                                |                                                                |                                                                |                                                                |                                                                |                                                                |  |  |  |  |  |  |  |  |  |  |  |  |  |  |  |  |  |  |  |  |  |  |  |  |
|                                                                    |                                                                    |                                                                    |                                                                    |                                                                    |                                                                    |                                |                                |                                                                  |                                                                  |                                                                  |                                                                  |                                                                  |                                                                  |                                                                 |                                                                 | 5代ヘイデン＝ゲスト男爵 クリストファー・ヘイデン＝ゲスト (1948-) | 5代ヘイデン＝ゲスト男爵 クリストファー・ヘイデン＝ゲスト (1948-) | 5代ヘイデン＝ゲスト男爵 クリストファー・ヘイデン＝ゲスト (1948-) | 5代ヘイデン＝ゲスト男爵 クリストファー・ヘイデン＝ゲスト (1948-) | 5代ヘイデン＝ゲスト男爵 クリストファー・ヘイデン＝ゲスト (1948-) | 5代ヘイデン＝ゲスト男爵 クリストファー・ヘイデン＝ゲスト (1948-) |                                              |                                              | 推定相続人 ニコラス・ヘイデン＝ゲスト (1951-)                  | 推定相続人 ニコラス・ヘイデン＝ゲスト (1951-)                  | 推定相続人 ニコラス・ヘイデン＝ゲスト (1951-)                  | 推定相続人 ニコラス・ヘイデン＝ゲスト (1951-)                  | 推定相続人 ニコラス・ヘイデン＝ゲスト (1951-)                  | 推定相続人 ニコラス・ヘイデン＝ゲスト (1951-)                  |  |  |  |  |  |  |  |  |  |  |  |  |  |  |  |  |  |  |  |  |  |  |  |  |